# Kasteel van Schalkhoven

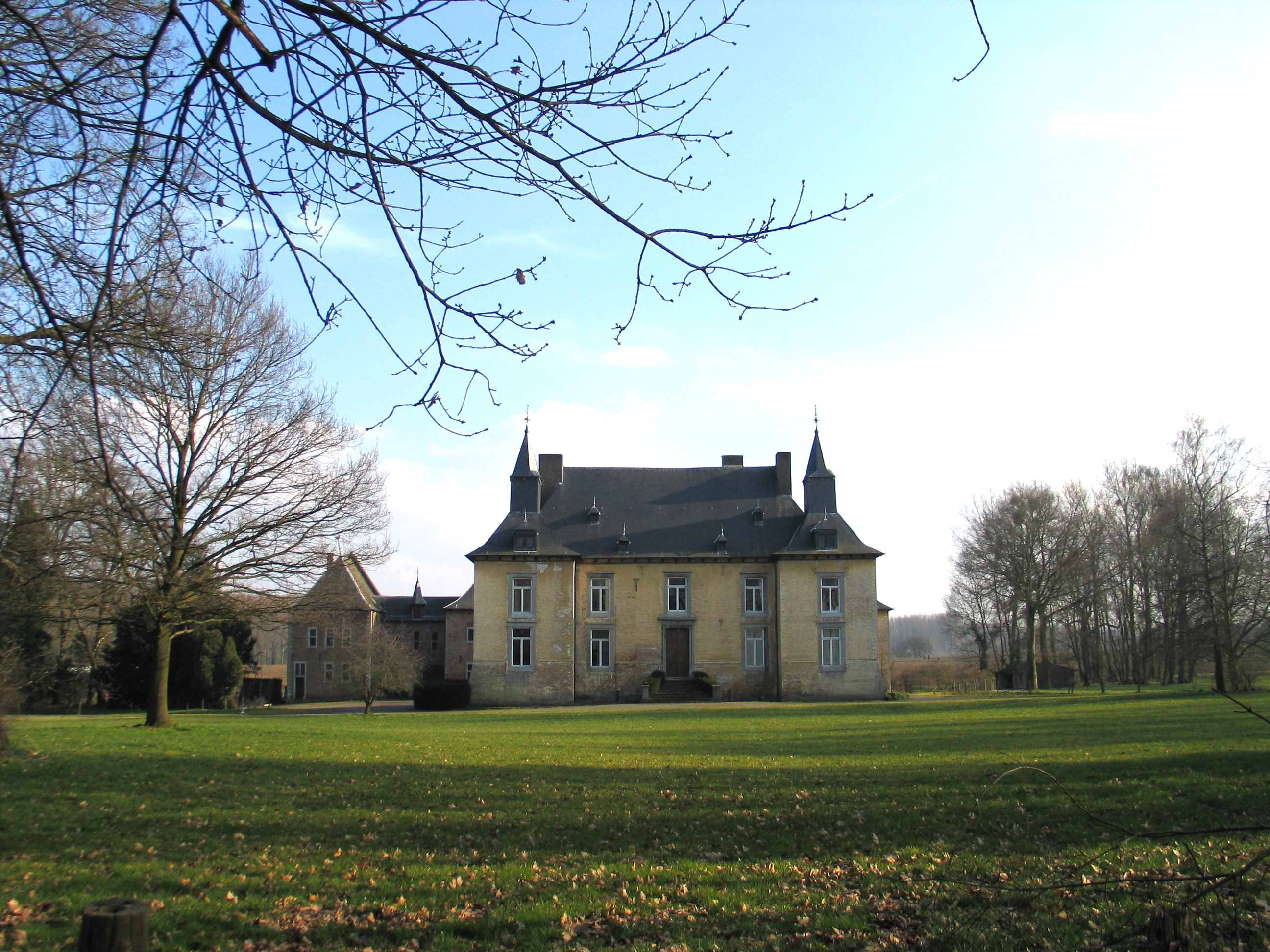
Kasteel van Schalkhoven

Het Kasteel van Schalkhoven is een kasteel, gelegen aan Schalkhovenstraat 1 en 2 te Schalkhoven, tussen Schalkhoven en Sint-Huibrechts-Hern.
Geen deel uitmakend van de heerlijkheid Schalkhoven, werd het in 1588 gebouwd door Rijkaard van Elderen, als een herenhoeve. Het bestaat uit het eigenlijke kasteel, feitelijk een compact herenhuis geflankeerd door torentjes, en een U-vormige hoeve die zich achter het kasteel bevindt.
Bezat het kasteel in de 18e eeuw een Franse tuin, in de 19e eeuw werd een landschapspark aangelegd ten noorden van het kasteel. In dit park staan enkele oude bomen en er is een vijver die in verbinding staat met de Oudebeek. Verder wordt het kasteel vooral door akkerlanden omgeven.
Het kasteel werd eind 18e eeuw nog aangepast in Lodewijk XVI-stijl, waarbij een strenge symmetrie werd doorgevoerd. Tegenwoordig is het geel geschilderd.
De hoeve heeft haar 17e-eeuwse kern goed bewaard. Dit complex bevat schuren, stallingen en een woonhuis. Er is in de 19e eeuw regelmatig aan verbouwd.
Tot de bezitters behoorden de families Van Elderen, Vaes (vanaf 1607), Van Eyll (vanaf 1665), De Heusch (18e eeuw), Barthels (vanaf 1776), Du Vivier en De Borman (vanaf 1836).